# Cirrhoscyllium formosanum
Cirrhoscyllium formosanum Teng, 1959 è un pesce cartilagineo marino della famiglia Parascylliidae.

## Distribuzione e habitat
Descritta per la prima volta nel 1959 dall'ittiologo taiwanese Teng Huo-Tu, l'olotipo riguardava un esemplare femmina proveniente da Kaohsiung, conservato presso il Taiwan Fisheries Research Institute, Taiwan. Membri della sua specie sono stati rinvenuti nell'Oceano Pacifico sudoccidentale, più precisamente al largo delle coste occidentali dell'isola di Formosa, nel mare che si estende sopa la piattaforma continentale cinese, a profondità comprese tra 110 e 320 m.

## Descrizione
Gli esemplari maturi studiati arrivavano a una lunghezza massima fino ai 39 cm, con dimensioni simili tra maschi e femmine, caratterizzati da barbigli sulla gola, aspetto comune a tutti i membri della specie, che si ritiene agiscano come organo sensoriale tattile, rilevando movimenti o cambiamenti nel flusso d'acqua. Si suppone che gli esemplari adulti al massimo sviluppo possano raggiungere le dimensioni del simile C. expolitum e solchi nasorali

## Biologia
Pur senza averne prove dirette, come gli altri membri del genere Cirrhoscyllium si suppone sia un oviparo,.